# Saturn (roman)
 For alternative betydninger, se Saturn (flertydig). (Se også artikler, som begynder med Saturn)
Saturn er en surrealistisk modernistisk roman af den danske forfatter Henrik Bjelke, udgivet på forlaget Arena i 1974 og anses som hans hovedværk. Stilen er bl.a. inspireret af James Joyce, Vladimir Nabokov og Jorge Luis Borges, og indeholder foruden en genfortælling af Gilgamesheposet også et noteapparat.
| Bog | Spire Denne artikel om bøger og tidsskrifter er en spire som bør udbygges. Du er velkommen til at hjælpe Wikipedia ved at udvide den. |